# Stabłówka
Stabłówka – strumień na terenie Wrocławia (długości około 3,5 km) w zachodniej części miasta (na terenie osiedla Stabłowice), łączący rzekę Bystrzycę ze strumieniem Ługowina. 
Strumień, najprawdopodobniej przekopany sztucznie, powstał przez połączenie starorzecza Bystrzycy wzdłuż ulicy Kruszcowej (między Starogajową a Jeleniogórską) z rowami odwadniającymi łąki, położone na północ od osiedla Gajowa; z Ługowiną łączy się w okolicy mostu kolejowego linii prowadzącej z Wrocławia do Legnicy.
Zobacz też
- Olszówka Stabłowicka